# Esqui alpino nos Jogos Paralímpicos de Inverno de 2018 - Slalom gigante feminino
As provas de slalom gigante feminino do esqui alpino nos Jogos Paralímpicos de Inverno de 2018 foram disputadas no Centro Alpino Jeongseon, localizado em Bukpyeong-myeon, Jeongseon, em 14 de março.

## Medalhistas
| Medalha | Atletas sentadas      | Atletas em pé      | Deficientes visuais                              |
| ------- | --------------------- | ------------------ | ------------------------------------------------ |
| Ouro    | JPN Momoka Muraoka    | FRA Marie Bochet   | SVK Henrieta Farkašová / Natália Šubrtová (guia) |
| Prata   | NED Linda van Impelen | GER Andrea Rothfuß | GBR Menna Fitzpatrick / Jennifer Kehoe (guia)    |
| Bronze  | AUT Claudia Lösch     | CAN Mollie Jepsen  | AUS Melissa Perrine / Christian Geiger (guia)    |

## Resultados

### Atletas sentadas
| Pos. | Bib | Atleta                  | 1ª descida | Pos. | 2º descida | Pos. | Total   | Diferença |
| ---- | --- | ----------------------- | ---------- | ---- | ---------- | ---- | ------- | --------- |
| 01 ! | 34  | JPN Momoka Muraoka      | 1:13.47    | 1    | 1:13.06    | 2    | 2:26.53 | —         |
| 02 ! | 30  | NED Linda van Impelen   | 1:14.87    | 2    | 1:14.37    | 7    | 2:29.24 | +2.71     |
| 03 ! | 35  | AUT Claudia Lösch       | 1:15.83    | 3    | 1:13.47    | 3    | 2:29.30 | +2.77     |
| 4    | 32  | SUI Stephani Victor     | 1:16.55    | 4    | 1:13.98    | 6    | 2:30.53 | +4.00     |
| 5    | 31  | GER Anna Schaffelhuber  | 1:17.42    | 6    | 1:13.55    | 4    | 2:30.97 | +4.44     |
| 6    | 29  | GER Anna-Lena Forster   | 1:18.19    | 7    | 1:13.58    | 5    | 2:31.77 | +5.24     |
| 7    | 28  | USA Laurie Stephens     | 1:18.92    | 8    | 1:12.93    | 1    | 2:31.85 | +5.32     |
| 8    | 36  | AUS Victoria Pendergast | 1:21.22    | 9    | 1:20.15    | 8    | 2:41.37 | +14.84    |
| 9    | 37  | CHN Liu Sitong          | 1:26.75    | 10   | 1:20.24    | 9    | 2:46.99 | +20.46    |
| —    | 33  | AUT Heike Eder          | 1:16.62    | 5    | DNF        | —    | —       | —         |

### Atletas em pé
| Pos. | Bib | Atleta                    | 1ª descida | Pos. | 2º descida | Pos. | Total   | Diferença |
| ---- | --- | ------------------------- | ---------- | ---- | ---------- | ---- | ------- | --------- |
| 01 ! | 13  | FRA Marie Bochet          | 1:12.04    | 1    | 1:10.88    | 1    | 2:22.92 | —         |
| 02 ! | 15  | GER Andrea Rothfuß        | 1:13.29    | 2    | 1:11.89    | 3    | 2:25.18 | +2.26     |
| 03 ! | 19  | CAN Mollie Jepsen         | 1:14.44    | 3    | 1:11.28    | 2    | 2:25.72 | +2.80     |
| 4    | 16  | CAN Alana Ramsay          | 1:15.78    | 4    | 1:13.48    | 4    | 2:29.26 | +6.34     |
| 5    | 18  | SVK Petra Smaržová        | 1:16.33    | 5    | 1:14.73    | 7    | 2:31.06 | +8.14     |
| 6    | 21  | GER Anna-Maria Rieder     | 1:16.79    | 6    | 1:14.50    | 6    | 2:31.29 | +8.37     |
| 7    | 23  | NPA Maria Papulova        | 1:17.29    | 7    | 1:14.47    | 5    | 2:31.76 | +8.84     |
| 8    | 25  | USA Ally Kunkel           | 1:17.86    | 8    | 1:16.72    | 9    | 2:34.58 | +11.66    |
| 9    | 20  | CAN Frederique Turgeon    | 1:19.42    | 9    | 1:17.52    | 10   | 2:36.94 | +14.02    |
| 10   | 14  | USA Stephanie Jallen      | 1:21.26    | 10   | 1:16.17    | 8    | 2:37.43 | +14.51    |
| 11   | 22  | CAN Mel Pemble            | 1:22.45    | 12   | 1:18.91    | 11   | 2:41.36 | +18.44    |
| 12   | 17  | CAN Erin Latimer          | 1:21.69    | 11   | 1:20.42    | 13   | 2:42.11 | +19.19    |
| 13   | 24  | JPN Ammi Hondo            | 1:25.12    | 14   | 1:20.26    | 12   | 2:45.38 | +22.46    |
| 14   | 26  | NPA Anastasiia Khorosheva | 1:24.65    | 13   | 1:22.87    | 14   | 2:47.52 | +24.60    |
| 15   | 27  | BIH Ilma Kazazić          | 1:31.28    | 15   | 1:31.77    | 15   | 3:03.05 | +40.13    |

### Deficientes visuais
| Pos. | Bib | Atleta                                    | País                             | 1ª descida | Pos. | 2ª descida | Pos. | Total   | Diferença |
| ---- | --- | ----------------------------------------- | -------------------------------- | ---------- | ---- | ---------- | ---- | ------- | --------- |
| 01 ! | 4   | Henrieta Farkašová Guia: Natália Šubrtová | SVK Eslováquia                   | 1:10.83    | 1    | 1:12.17    | 1    | 2:23.00 | —         |
| 02 ! | 10  | Menna Fitzpatrick Guia: Jennifer Kehoe    | GBR Grã-Bretanha                 | 1:14.45    | 2    | 1:13.89    | 3    | 2:28.34 | +5.34     |
| 03 ! | 1   | Melissa Perrine Guia: Christian Geiger    | AUS Austrália                    | 1:14.95    | 3    | 1:13.86    | 2    | 2:28.81 | +5.81     |
| 4    | 3   | Noemi Ewa Ristau Guia: Lucien Gerkau      | GER Alemanha                     | 1:15.71    | 4    | 1:16.22    | 6    | 2:31.93 | +8.93     |
| 5    | 8   | Kelly Gallagher Guia: Gary Smith          | GBR Grã-Bretanha                 | 1:17.33    | 5    | 1:15.46    | 4    | 2:32.79 | +9.79     |
| 6    | 2   | Eléonor Sana Guia: Chloe Sana             | BEL Bélgica                      | 1:18.02    | 7    | 1:15.87    | 5    | 2:33.89 | +10.89    |
| 7    | 6   | Millie Knight Guia: Brett Wild            | GBR Grã-Bretanha                 | 1:17.97    | 6    | 1:16.55    | 7    | 2:34.52 | +11.52    |
| 8    | 7   | Danelle Umstead Guia: Rob Umstead         | USA Estados Unidos               | 1:19.36    | 8    | 1:17.93    | 9    | 2:37.29 | +14.29    |
| 9    | 9   | Yang Jae-rim Guia: Ko Un-so-ri            | KOR Coreia do Sul                | 1:20.81    | 9    | 1:17.61    | 8    | 2:38.42 | +15.42    |
| 10   | 5   | Staci Mannella Guia: Sadie de Baun        | USA Estados Unidos               | 1:21.78    | 10   | 1:18.23    | 10   | 2:40.01 | +17.01    |
| 11   | 12  | Aleksandra Frantseva Guia: Semen Pliaskin | NPA Atletas Paralímpicos Neutros | 1:26.89    | 11   | 1:23.44    | 11   | 2:50.33 | +27.33    |
| 12   | 11  | Eva Goluža Guia: Ana Žigman               | CRO Croácia                      | 1:28.28    | 12   | 1:29.85    | 12   | 2:58.13 | +35.13    |

Legenda
| Recorde mundial      | Recorde mundial (World record)               |                       | Recorde africano                      | Recorde africano (African) |                                           | Q | Classificado por posição (Qualified) |
| Recorde paralímpico  | Recorde paralímpico (Paralympic record)      | Recorde da América    | Recorde da América (Americas)         | q                          | Classificado por melhor tempo (Qualified) |   |                                      |
| Melhor marca do ano  | Melhor marca do ano (World leading)          | Recorde asiático      | Recorde asiático (Asian)              | DNS                        | Não largou (Did not start)                |   |                                      |
| Recorde nacional     | Recorde nacional (National record)           | Recorde europeu       | Recorde europeu (European)            | DNF                        | Não terminou (Did not finish)             |   |                                      |
| Recorde pessoal      | Recorde pessoal do atleta (Personal best)    | Recorde da Oceania    | Recorde da Oceania (Oceania)          | DSQ / DQ                   | Desclassificado (Disqualified)            |   |                                      |
| Recorde da temporada | Recorde da temporada do atleta (Season best) | Recorde sul-americano | Recorde sul-americano (South America) | NM                         | Sem marca (No mark)                       |   |                                      |